# 7 donne e un mistero
7 donne e un mistero è un film italiano del 2021 diretto da Alessandro Genovesi.
La pellicola è liberamente ispirata al film francese del 2002 8 donne e un mistero diretto da François Ozon, a sua volta basato sulla pièce teatrale del 1958 Huit femmes di Robert Thomas.

## Trama
Anni '30. Susanna, una giovane di buona famiglia che vive a Milano, la mattina della vigilia di Natale torna nella lussuosa villa fuori città dove vivono i suoi genitori, Margherita e Marcello, sua sorella minore Caterina, la nonna Rachele e la zia Agostina; alla magione trova anche Maria, cameriera napoletana da poco in servizio. Nonostante l'apparente affetto, si avverte subito una certa tensione tra le sei donne, specialmente a causa del rapporto che ciascuna di esse ha col capofamiglia Marcello. Poco dopo, questi viene trovato morto in camera sua, accoltellato da un misterioso assassino che ha anche tagliato i fili del telefono e manomesso l'automobile, isolando l'intera villa. Mentre le sei donne cercano di capire chi possa essere il colpevole, arriva a sorpresa Veronica, vecchia amica di Marcello e sua amante: i sospetti ricadono su di lei, ma la donna si difende dicendo di esser stata avvertita della morte dell'uomo da una telefonata anonima. Quando prova a recarsi in camera di Marcello, Veronica scopre che qualcuno ha sostituito la chiave, rendendola inaccessibile; inoltre il cancello della villa è stato chiuso, e le sette donne sono dunque definitivamente bloccate all'interno.
Esse iniziano a sospettare che a uccidere Marcello sia stata una tra loro, poiché ciascuna, la notte prima, è andata segretamente a trovarlo in camera sua nella speranza di ottenere qualcosa da lui; ognuna delle donne, inoltre, nasconde alle altre dei segreti: Susanna rivela di essere incinta, Margherita di aver avuto quest'ultima con un altro uomo e di non essere più innamorata di Marcello, così come Veronica che tuttavia lo sfruttava ancora per condurre una vita agiata a Parigi; Rachele, che in realtà è in grado di camminare, aveva rifiutato di cedere al genero i suoi titoli di credito, che lo avrebbero aiutato a risolvere dei problemi economici; Agostina, rimasta zitella, era segretamente innamorata di suo cognato e avrebbe desiderato intraprendere una relazione con lui; Maria, assunta come cameriera, era in realtà pagata per andare a letto con Marcello; Caterina, l'unica che sembra davvero affezionata all'uomo, mal sopportava l'atmosfera casalinga e desiderava andar via. Ciascuna di loro, inoltre, attendeva la stesura del testamento di Marcello, sperando di ricevere i suoi favori: l'uomo avrebbe dovuto recarsi dal notaio quella stessa mattina.
Man mano che questi e altri segreti vengono alla luce, le sette donne hanno modo di confrontarsi e venirsi reciprocamente incontro: Margherita perdona Susanna per aver taciuto la sua gravidanza, Maria aiuta Agostina a valorizzarsi e sentirsi più bella; in seguito Margherita e Veronica scoprono di avere un amante in comune, e dopo aver litigato furiosamente si baciano appassionatamente. Nel frattempo Susanna, Veronica, Maria e Agostina provano invano a scavalcare il cancello della villa, ma a quel punto la cameriera fa una scoperta che aiuta le sette donne a risolvere il mistero.
Maria chiama quindi in causa Caterina, che rivela l'ultimo importante segreto: la sera prima lei si era nascosta in camera di Marcello e aveva assistito ai suoi colloqui segreti con le altre donne, nessuna delle quali amava davvero l'uomo ma continuava a sfruttarlo per i propri interessi personali; a quel punto Marcello aveva chiesto aiuto alla figlia per capire a vantaggio di chi avrebbe dovuto fare testamento: la ragazza l'aveva aiutato a inscenare la sua morte, organizzando poi l'intero piano per costringere le altre donne a confrontarsi mentre l'uomo ascoltava i loro discorsi nascosto nella sua stanza. Infuriate per l'inganno, le donne vanno in camera di Marcello per costringerlo a rivelare chi sarà la sua erede, ma trovano un'amara sorpresa: deluso da tutte loro, l'uomo si è suicidato gettandosi dal balcone.
All'arrivo della polizia, le sette donne tacciono l'accaduto della giornata e dicono che Marcello si è suicidato a causa dei suoi problemi economici. Non sapendo come andare avanti, le protagoniste decidono di aiutarsi reciprocamente e di vivere tutte insieme nella villa.

## Promozione
Il teaser trailer è stato diffuso online il 27 ottobre 2021, mentre il trailer ufficiale il 3 dicembre.

## Distribuzione
Il film è stato distribuito nelle sale cinematografiche da Warner Bros. Italia il 25 dicembre 2021, ed è attualmente disponibile su Netflix.

## Accoglienza

### Incassi
La pellicola ha incassato la cifra complessiva di 1118038 €.